# 参賀村
参賀村（さんがむら）は、かつて新潟県中頸城郡にあった村。

## 沿革
- 1889年（明治22年）4月1日 - 町村制施行に伴い中頸城郡高柳村、二子島村、美守村が合併し、参賀村が発足。
- 1907年（明治40年）8月1日 - 中頸城郡新井町と合併し、新井町を新設して消滅。